# Rebecca (1940)
Rebecca is een Amerikaanse psychologische thriller uit 1940 onder regie van Alfred Hitchcock. De film is gebaseerd op de gelijknamige roman uit 1938 van Daphne du Maurier. David O. Selznick ging over de productie en de hoofdrollen werden vertolkt door Laurence Olivier en Joan Fontaine.
Rebecca was Hitchcocks eerste Hollywoodfilm. In 2020 kwam er een remake van de film. 

## Verhaal
Een naïeve jonge vrouw werkt als gezelschapsdame van mevrouw Van Hopper. Tijdens een reis naar Monte Carlo ontmoet ze de aristocratische weduwnaar Maxim de Winter. Ze worden verliefd op elkaar en al binnen enkele weken trouwen ze. Ze trekken in zijn landhuis in Cornwall en de vrouw wordt bekend als 'de tweede mevrouw De Winter'. Van een hartelijke ontvangst is nauwelijks sprake: niemand van het personeel toont enthousiasme over de komst van de nieuwe vrouw en vooral de kille huishoudster Danvers maakt haar het verblijf niet makkelijk. Iedereen blijft trouw aan Maxims eerste vrouw, Rebecca, die onder mysterieuze omstandigheden is overleden. Er wordt haar verteld dat ze door de verdrinkingsdood om het leven kwam, maar meer wil niemand kwijt over haar dood.
Aanvankelijk is ze nog blind van liefde. Haar echtgenoot reageert af en toe zeer agressief als zijn eerste vrouw wordt besproken, maar de tweede vrouw kan hem dit vergeven. Door toedoen van Danvers en Jack, Rebecca's "neef" die stiekem langskomt als Maxim in Londen is voor zaken, wordt ze steeds onzekerder. Rebecca blijkt nog een grote rol in ieders leven te spelen en Danvers maakt haar verblijf steeds minder aangenaam. Tijdens een feest overtuigt ze haar een jurk aan te doen die ooit toebehoorde aan Rebecca. Ze denkt hiermee een gunst te doen aan haar man, maar hij is razend als hij haar zo ziet.
Haar pogingen om de perfecte vrouw te worden zijn mislukt. Ze zweert wraak op Danvers, maar die overtuigt haar bijna om zelfmoord te plegen door uit het raam te springen. Het nieuws dat een schip vlak bij het landhuis op de klippen is gelopen, weerhoudt haar daarvan. Als ze Maxim ziet, vertelt hij dat tijdens de reddingsoperatie ook een ander wrak is gevonden waarin een lichaam is aangetroffen. Hij biecht op dat hij ongelukkig getrouwd was met Rebecca en dat ze eigenlijk een verwende en egoïstische vrouw was die er zelfs minnaars op nahield. Toen ze hem vertelde zwanger te zijn van een andere man, ging hij door het lint en probeerde hij haar aan te vallen. Hierdoor viel ze naar achteren en stootte haar hoofd tegen een scherp voorwerp en overleed ter plekke.
Maxim vertelt zijn tweede vrouw dat hij bang was aansprakelijk gesteld te worden voor Rebecca's dood en dat hij daarom haar lichaam naar een boot had gebracht om deze vervolgens te laten zinken. De tweede mevrouw De Winter verzekert hem dat het een ongeluk was en vertelt nog steeds veel van hem te houden. Ondertussen treft de politie Rebecca's lichaam aan, alsook aanwijzingen die doen vermoeden dat ze zelfmoord heeft gepleegd. Jack Favell bewijst aan de politie dat daar geen sprake van kan zijn, omdat ze hem vlak voor haar dood een brief had gestuurd die doet suggereren dat ze nog zeer gelukkig was. Kort daarop wordt Maxim verdacht van de moord op Rebecca.
De tweede mevrouw De Winter kan niet geloven dat ze Maxim wellicht zal verliezen. Tijdens het politieonderzoek blijkt echter dat Rebecca stiekem een dokter bezocht en kanker had. Ze wist dat ze niet lang meer te leven had en wilde een einde aan haar leven maken. Ze loog tegen haar man door te zeggen dat ze zwanger was, zodat hij zijn zelfbeheersing verloor en haar zou vermoorden. Maxim wordt vervolgens vrijgesproken en kan niet wachten zijn vrouw te zien. Zij bevindt zich in het landhuis met Danvers. Die is ontspoord sinds ze de waarheid weet over Rebecca en steekt het huis in brand. De tweede mevrouw De Winter kan nog net ontsnappen, maar Danvers verbrandt levend.

## Rolbezetting
| Acteur           | Personage                                     |
| ---------------- | --------------------------------------------- |
| Laurence Olivier | George Fortescue Maximilian 'Maxim' de Winter |
| Joan Fontaine    | De tweede mevrouw De Winter                   |
| George Sanders   | Jack Favell                                   |
| Judith Anderson  | Mevrouw Danvers                               |
| Nigel Bruce      | Major Giles Lacy                              |
| Reginald Denny   | Frank Crawley                                 |
| C. Aubrey Smith  | Kolonel Julyan                                |
| Gladys Cooper    | Beatrice Lacy                                 |
| Florence Bates   | Mevrouw Edythe Van Hopper                     |
| Melville Cooper  | Coroner                                       |
| Leo G. Carroll   | Dokter Baker                                  |
| Leonard Carey    | Ben                                           |
| Lumsden Hare     | Tabbs                                         |
| Edward Fielding  | Frith                                         |
| Forrester Harvey | Chalcroft                                     |

## Achtergrond
Eind 1938 kocht producent David O. Selznick de rechten van het boek en wilde het verfilmen met Carole Lombard en Ronald Colman in de hoofdrollen. Echter, Colman weigerde de rol, omdat hij vreesde dat alle aandacht zou gaan naar Lombard. Zanuck probeerde hierna Laurence Olivier of William Powell te strikken voor de rol. Omdat Olivier wilde meewerken voor $100.000 minder dan Powell, werd hij gecast. Voor een korte periode werd ook Leslie Howard overwogen voor diezelfde rol.
Aan wie de voorkeur werd gegeven voor de vrouwelijke hoofdrol is niet geheel duidelijk. Uit aantekeningen van Zanuck blijkt dat Olivia de Havilland als eerste werd benaderd, maar dat zij niet beschikbaar bleek te zijn door verplichtingen aan de film Raffles (1939). Echter, actrice Maureen O'Hara beweerde in haar autobiografie dat zij de eerste keuze was voor de rol. Uiteindelijk deden verscheidene actrices auditie. Joan Fontaine ontmoette Zanuck bij een feest van Charles Chaplin. Toen ze hem vertelde dat ze bezig was met het lezen van een boek, Rebecca, vroeg hij haar om een screentest af te leggen voor de hoofdrol in de verfilming ervan.
Fontaine deed zoals haar gevraagd werd, maar dacht dat ze geen schijn van kans maakte. Ze legde uit dat inmiddels ook actrices als Loretta Young, Susan Hayward, Vivien Leigh en Anne Baxter auditie hadden gedaan en de kans dat zij in aanmerking kwam daarom wel erg klein was. Uiteindelijk kreeg ze de rol, op voorwaarde dat ze een zevenjarig contract tekende bij 20th Century Fox. In deze periode was reeds Alfred Hitchcock aangesteld als de regisseur. Ze wilden allebei trouw blijven aan het boek, maar de filmkeuring stond het einde niet toe en dat moest daarom gewijzigd worden.
Olivier was niet gesteld op Fontaine, omdat hij wilde dat zijn vrouw Leigh de rol kreeg. Leigh wilde de rol graag spelen, maar was zes maanden lang bezig geweest met de opnames van Gone with the Wind (1939) en vond het moeilijk opeens een personage te spelen dat zo anders was dan Scarlett O'Hara.

## Prijzen en nominaties
| Jaar | Prijs          | Categorie                | Genomineerde(n)                   | Uitslag     |
| ---- | -------------- | ------------------------ | --------------------------------- | ----------- |
| 1941 | Academy Awards | Beste Film               | Rebecca                           | Gewonnen    |
| 1941 | Academy Awards | Beste Cinematografie     | George Barnes                     | Gewonnen    |
| 1941 | Academy Awards | Beste Regisseur          | Alfred Hitchcock                  | Genomineerd |
| 1941 | Academy Awards | Beste Acteur             | Laurence Olivier                  | Genomineerd |
| 1941 | Academy Awards | Beste Actrice            | Joan Fontaine                     | Genomineerd |
| 1941 | Academy Awards | Beste Vrouwelijke Bijrol | Judith Anderson                   | Genomineerd |
| 1941 | Academy Awards | Beste Aangepaste Script  | Robert E. Sherwood, Joan Harrison | Genomineerd |
| 1941 | Academy Awards | Beste Originele Muziek   | Franz Waxman                      | Genomineerd |
| 1941 | Academy Awards | Beste Filmmontage        | Hal C. Kern                       | Genomineerd |
| 1941 | Academy Awards | Beste Art Direction      | Lyle R. Wheeler                   | Genomineerd |
| 1941 | Academy Awards | Beste Visuele Effecten   | Jack Cosgrove, Arthur Johns       | Genomineerd |

## Televisie
In 1997 werd het verhaal in opdracht van Carlton UK Television (tegenwoordig itv London) opnieuw verfilmd. Deze televisiefilm werd geregisseerd door Jim O'Brien en de hoofdrollen waren weggelegd voor Charles Dance (Maxim De Winter), Emilia Fox (de tweede mevrouw De Winter) en Diana Rigg (mevrouw Danvers). Rigg won voor haar rol een Emmy Award in de categorie Outstanding Supporting Actress in a Miniseries or a Special.